# Amador Rojas Aguinaco
Amador Rojas Aguinaco   (Badalona, 20 de setembre de 1940) va ser un jugador de bàsquet català.
S'inicià en el món del bàsquet als 12 anys al Col·legi Maristes de Badalona, i es formaria al planter dels dos equips badalonins més potents del moment, el Círcol Catòlic i el Joventut. Entrà a formar part del club verd-i-negre la temporada 1956-57, amb 16 anys, i puja al primer equip amb només 17. Juga a la Penya fins a la temporada 1966-67, guanyant la primera lliga per al Joventut i trencant una ratxa de set lligues consecutives del Reial Madrid. Després jugaria a les ordres d'Antoni Serra al Mataró durant un espai de 3 anys, i sis més en un equip de Sant Adrià de Besòs, posant final a la seva carrera esportiva amb 36 anys. Va ser internacional dues vegades amb la selecció espanyola. Va estar seleccionat per Joaquín Hernández per anar als Jocs Mediterranis de Nàpols i pel Campionat d'Europa de Wroclaw, però en un entrenament de la selecció celebrat a Madrid va patir una caiguda i es va trencar un braç. També va ser membre de la junta directiva del Joventut durant el mandat de Jordi Parra.